# پل حیدر قلی
بقایای پل حیدر قلی مربوط به دوره صفوی است و در شهرستان شاهرود، بخش مرکزی، روستای ایزج واقع شده و این اثر در تاریخ ۱۲ بهمن ۱۳۸۱ با شمارهٔ ثبت ۷۳۴۵ به‌عنوان یکی از آثار ملی ایران به ثبت رسیده است.